# Atari Flashback 2
Atari Flashback 2 är en spelkonsol utgiven av Atari år 2005. Konsolen liknar sin föregångare Atari Flashback på många sätt och har precis som den ett antal inbyggda spel. Utseendemässigt liknar den Atari 2600 som släpptes 1977.

## Medföljande spel
De fyrtio medföljande spelen är uppdelade i fyra kategorier som man väljer ifrån på skärmen. För att byta spel måste man starta om enheten.

### Adventure Territory
- Adventure
- Adventure II
- Haunted House
- Return To Haunted House
- Secret Quest
- Wizard

### Arcade Favorites
- Arcade Asteroids
- Arcade Pong
- Asteroids Deluxe
- Battlezone
- Centipede
- Lunar Lander
- Millipede
- Missile Command
- Space Duel

### Skill and Action Zone
- 3D Tic-Tac-Toe
- Aquaventure
- Atari Climber
- Combat
- Combat 2
- Dodge 'Em
- Fatal Run (tidigare endast släppt i Europa)
- Frog Pond
- Hangman
- Human Cannonball
- Maze Craze
- Off The Wall
- Outlaw
- Pitfall!
- Radar Lock
- River Raid
- Save Mary
- Video Checkers
- Video Chess

### Space Station
- Caverns Of Mars
- Quadrun (tidigare endast sålt via beställning genom Ataris fanklubb)
- Saboteur
- Space War
- Yars' Return
- Yars' Revenge

### Bonusspel
Konsolen innehåller också två bonusspel som kräver att man har originalkontrollerna från ett Atari 2600. För att nå dessa måste användaren trycka följande sekvens med joysticken; uppåt en gång, nedåt nio gånger, uppåt sju gånger och neråt två gånger. Detta ger 1972, året då Pong släpptes.